# Gilavar
Le gilavar est le vent chaud du sud qui souffle sur l'est de l'Azerbaïdjan tout au long de l'année, en particulier à Bakou et Chamakhi. Le gilavar est l'un des deux principaux vents qui dominent Bakou, avec le khazri, le vent froid du nord. L'étymologie de son nom vient de la langue tat parlée dans l'est de l'Azerbaïdjan. En tat, le mot gilə signifie « grain/goutte », et var signifie vent.